# Dana Gourrier
Dana Michelle Gourrier (* 31. Juli 1979 in New Orleans, Louisiana) ist eine US-amerikanische Schauspielerin.

## Werdegang
Dana Gourrier steht schon seit ihrer Kindheit auf Theaterbühnen. Sie erwarb einen Bachelor of Fine Arts in Darstellender Kunst von der University of Louisiana at Lafayette und zudem einen Master of Fine Arts in Schauspiel vom California Institute of the Arts. Gourrier ist seit 2011 als Schauspielerin aktiv. Neben Serien-Gastauftritten, wie in Common Law und Treme, spielte sie auch wiederkehrende Rollen, u. a. in American Horror Story und True Detective. Daneben tritt sie auch immer wieder in Filmen auf. So war sie in Broken City und Der Butler zu sehen. 2012 und 2015 kam es mit den Filmen Django Unchained und The Hateful Eight zu zwei Kollaborationen mit Star-Regisseur Quentin Tarantino.
Heute lebt sie in Los Angeles.

## Filmografie (Auswahl)
- 2011: Worst. Prom. Ever (Fernsehfilm)
- 2011: Treme (Fernsehserie, zwei Episoden)
- 2011: Memphis Beat (Fernsehserie, Episode 2x07)
- 2011: Kühles Grab (Hide, Fernsehfilm)
- 2012: Common Law (Fernsehserie, Episode 1x05)
- 2012: Shootout – Keine Gnade (Bullet to the Head)
- 2012: Django Unchained
- 2012: Ghostquake: Haunted High School (Haunted High)
- 2013: Broken City
- 2013: From the Rough
- 2013: Der Butler
- 2013: American Horror Story (Fernsehserie, fünf Episoden)
- 2014: Ravenswood (Fernsehserie, Episode 1x06)
- 2014: True Detective (Fernsehserie, sechs Episoden)
- 2014: Red Band Society (Fernsehserie, zwei Episoden)
- 2015: Maggie
- 2015: Der Kandidat – Macht hat ihren Preis (The Runner)
- 2015: The Astronaut Wive Club (Fernsehserie, vier Episoden)
- 2015: The Hateful Eight
- 2015–2016: Togetherness (Fernsehserie, 6 Episoden)
- 2016: Midnight Special
- 2016: StartUp (Fernsehserie, Episode 1x06)
- 2016: Superstore (Fernsehserie, Episode 2x05)
- 2017: The Arrangement (Fernsehserie, 2 Episoden)
- 2017: Genauso anders wie ich (Same Kind of Different as Me)
- 2018: The Domestics
- 2018: GLOW (Fernsehserie, Episode 2x04)
- 2018: Detroit: Become Human (Videospiel)
- 2019: Raising Dion (Fernsehserie, 5 Episoden)
- 2020: Don’t Look Deeper (Fernsehserie)
- 2021: The United States vs. Billie Holiday
- 2023: To Live And Die And Live